# Vuonnemita
La vuonnemita és un mineral de la classe dels silicats, que pertany al grup de la lamprofil·lita. Rep el nom de la seva localitat tipus, el riu Vuonnemiok, situat al massís de Khibini, a Rússia.

## Característiques
La vuonnemita és un silicat de fórmula química Na11Ti4+Nb₂(Si₂O₇)₂(PO₄)₂O₃(F,OH). Va ser aprovada com a espècie vàlida per l'Associació Mineralògica Internacional l'any 1973. Cristal·litza en el sistema triclínic. La seva duresa a l'escala de Mohs es troba entre 2 i 3.
Segons la classificació de Nickel-Strunz, la vuonnemita pertany a «09.BE - Estructures de sorosilicats, amb grups Si₂O₇, amb anions addicionals; cations en coordinació octaèdrica [6] i major coordinació» juntament amb els següents minerals: wadsleyita, hennomartinita, lawsonita, noelbensonita, itoigawaïta, ilvaïta, manganilvaïta, suolunita, jaffeïta, fresnoïta, baghdadita, burpalita, cuspidina, hiortdahlita, janhaugita, låvenita, niocalita, normandita, wöhlerita, hiortdahlita I, marianoïta, mosandrita, nacareniobsita-(Ce), götzenita, hainita, rosenbuschita, kochita, dovyrenita, baritolamprofil·lita, ericssonita, lamprofil·lita, ericssonita-2O, seidozerita, nabalamprofil·lita, grenmarita, schüllerita, lileyita, murmanita, epistolita, lomonossovita, sobolevita, innelita, fosfoinnelita, yoshimuraïta, quadrufita, polifita, bornemanita, xkatulkalita, bafertisita, hejtmanita, bykovaïta, nechelyustovita, delindeïta, bussenita, jinshajiangita, perraultita, surkhobita, karnasurtita-(Ce), perrierita-(Ce), estronciochevkinita, chevkinita-(Ce), poliakovita-(Ce), rengeïta, matsubaraïta, dingdaohengita-(Ce), maoniupingita-(Ce), perrierita-(La), hezuolinita, fersmanita, belkovita, nasonita, kentrolita, melanotekita, til·leyita, kil·lalaïta, stavelotita-(La), biraïta-(Ce), cervandonita-(Ce) i batisivita.

## Formació i jaciments
Va ser descoberta a la vall del riu Vuonnemiok, al massís de Khibini, dins l'óblast de Múrmansk (Rússia). Dins d'aquest massís també ha estat descrita als monts Koaixva i Rasvumtxorr. Encara al mateix país, se n'ha trobat vuonnemita en diferents punts del massís de Lovozero. A fora de Rússia també ha estat descrita a Dinamarca i al Canadà. Aquests indrets són els únics de tot el planeta on ha estat descrita aquesta espècie mineral.